# Мухоловка звичайна
Мухоловка звичайна або скутиге́ра хатня (Scutigera coleoptrata) — багатоніжка ряду скутигер, класу губоногих.

## Розповсюдження

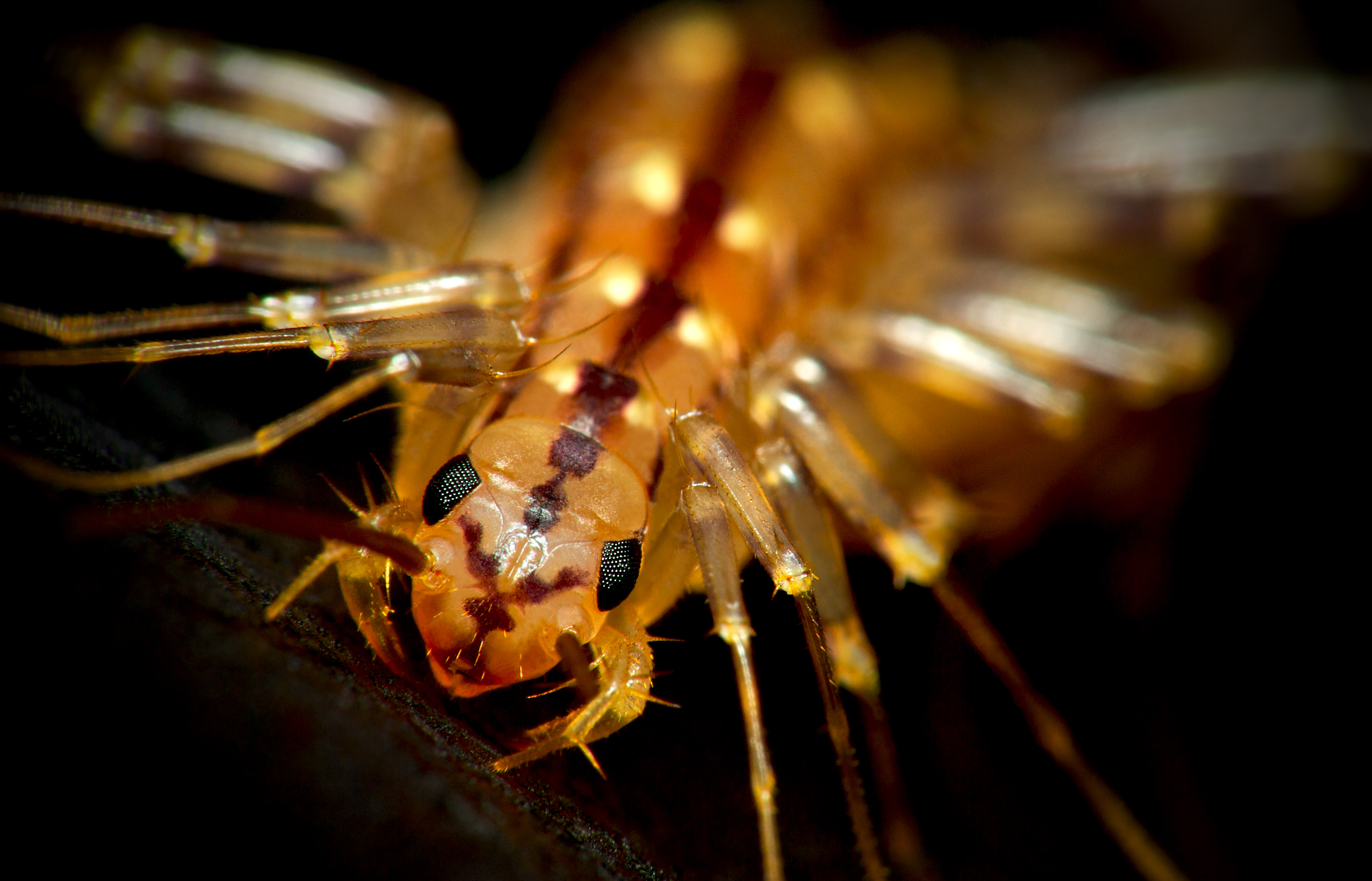
Очі та видозмінені кінцівки на голові мухоловки

Походить із Середземномор'я, але внаслідок людської діяльності поширилася по всьому світу. Там, де не може пережити зиму, мешкає в людських опалюваних спорудах.
На території України поширена у Криму. Також зустрічається у людських оселях у північніших районах України. За регіональними доповідями про стан навколишнього природного середовища за 2016 та 2017 рік, спостерігається в Дніпропетровській, Закарпатській, Київській, Волинській, півдні Вінницької та населених пунктах Сумської областей.

## Будова
Довжина — до 5 см, а враховуючи задні ноги та антени — 10 см. Забарвлення жовтувате, вздовж тулуба проходять три темні смуги, також темні смужки є на ногах. Тіло приплюснуте, складається з 7 члеників. Має 15 пар довгих ніг. Перша пара ніг утворює ікла, що використовуються для захоплення здобичі та для захисту. Ноги поступово довшають, задні вдвічі довші за передні. У самиць остання пара дуже довга, майже вдвічі довша за решту тіла.
По боках голови є великі скупчення простих очей, які нагадують фасеткові очі комах. Очі чутливі як до денного, так і ультрафіолетового світла. Мухоловка має кращий зір за більшість інших багатоніжок.
Поверхня тіла вкрита водонепроникною кутикулою, що дозволяє мухоловкам жити у відносно сухих місцях. Будова дихальної системи також пристосована до сухого клімату. 7 пар дихалець, що розташовані на задніх сегментах тулуба, відкриваються не відразу у трахеї, а спочатку ведуть у парні повітряні мішки, від яких відходять пучки трахей. Цим досягається зменшення втрати води при диханні.

## Спосіб життя

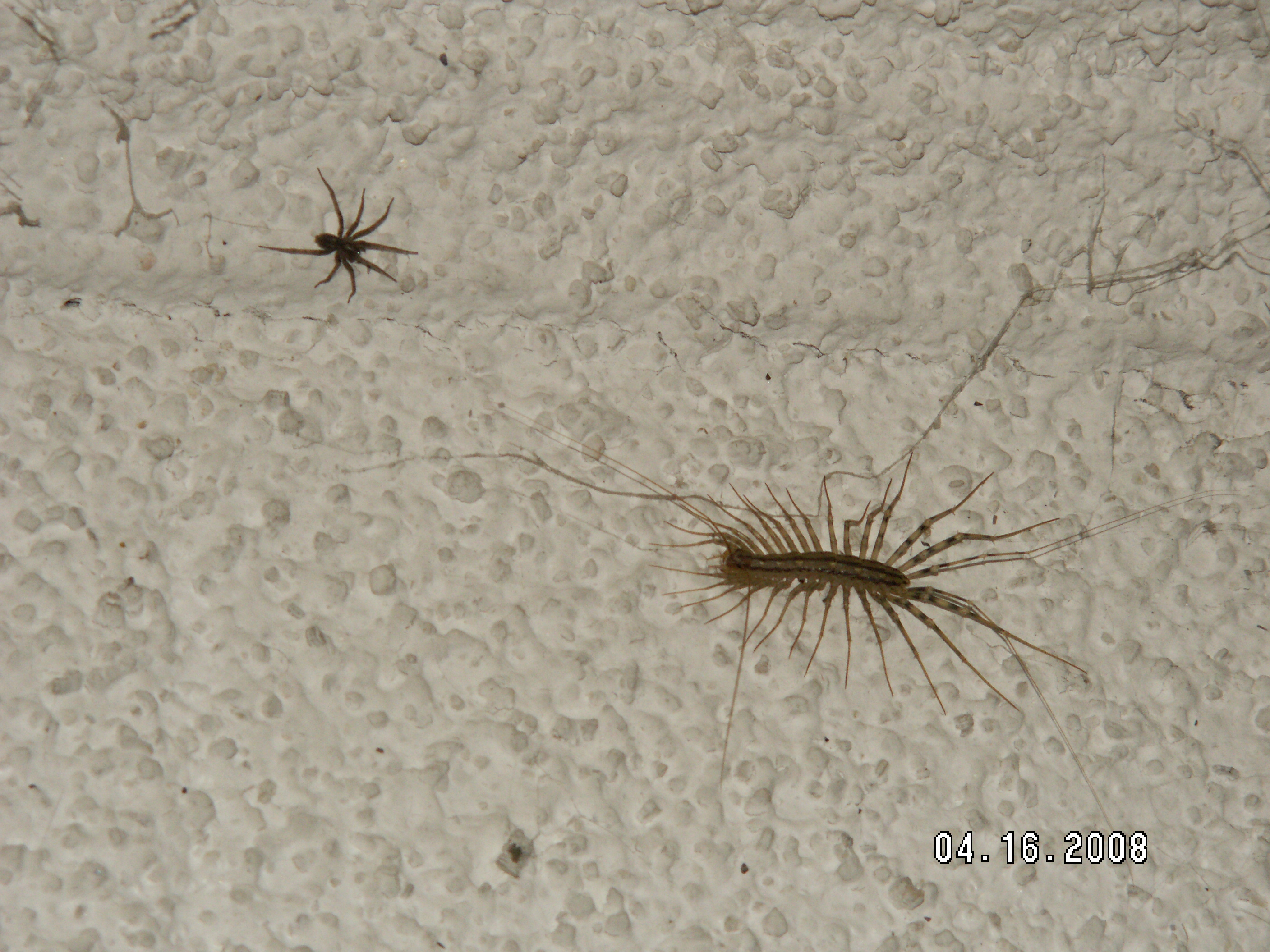
Мухоловка підкрадається до павука

У природі в денний час ховаються під камінням і колодами. Всередині будинків мешкають у вологих місцях, таких як підвали та ванні кімнати. При наближенні людини мухоловка тікає.
За способом життя — нічний хижак. Раціон складається з німф тарганів, павуків, лусочниць, цвіркунів, клопів, мух, молі та вуховерток. Для людини нешкідлива, бо її щелепи здебільшого не можуть прокусити шкіру людини. Якщо це стається, то наслідки укусу подібні до вжалення бджолою.
Здобич вбиває, впорскуючи отруту. Може відрізняти свою здобич, уникає нападу на небезпечних комах (зокрема отруйних), або при нападі на таку здобич вкусивши її відходить, чекаючи, доки подіє отрута.

## Розмноження
Тривалість життя 3—7 років. Розмноження відбувається наприкінці весни або на початку літа. У період розмноження самець та самиця при зустрічі постукують одне одного вусиками. Потім самець відкладає на землю сперматофор та штовхає на нього самицю, яка підхоплює його статевими придатками. Таким чином відбувається запліднення яєць. Загальна кількість яєць становить 35—100, але буває і 150.
З яйця виходить личинка з неповною кількістю ніг (4 пари). Вона линяє 5 разів і після кожного линяння кількість ніг збільшується: 5, 7, 9, 11 та 13 пар ніг відповідно. Після цього слідують 4 ювенільні стадії, кожна з 15 парами ніг. Самиця 2 тижні охороняє потомство.

## Значення
Мухоловка звичайна є корисною багатоніжкою, у деяких країнах її оберігають, бо вона знищує кровососних комах в оселях. Вид був занесений до Червоної книги України, але виключений з неї у 2021 році. Шанувальники тримають мухоловок у тераріумах.